# Croix de Montsarrac
La croix de Montsarrac est située au lieu-dit Montsarrac, au croisement de la rue du passage Saint-Armel, de la rue de Montsarrac, de la rue du Beg Du et de la route de la Croix, sur la commune de  Séné dans le Morbihan.

## Historique
La croix de Montsarrac fait l’objet d’une inscription au titre des monuments historiques depuis le 16 février 1929.

## Architecture
La croix de Montsarrac est une croix bannière. La bannière est posée sur un fût hexagonal érigé sur un socle maçonné.